# Klöverträskbacken
Klöverträskbacken är ett naturreservat i Luleå kommun i Norrbottens län.
Området är naturskyddat sedan 2016 och är 1,1 kvadratkilometer stort. Reservatet omfattar östra sluttningen av Karl-Öbergs-berget. Reservatet består av gran, tall, aspar och björkar.